# Kamienica przy ul. Augusta Cieszkowskiego 10 w Bydgoszczy
Kamienica przy ul. Augusta Cieszkowskiego 10 w Bydgoszczy – kamienica w północnej pierzei ul. Augusta Cieszkowskiego, w jej środkowej części.

## Historia
Parcela, na której znajduje się kamienica należała do Józefa Święcickiego, który w 1902 roku sprzedał ją swemu współpracownikowi Rudolfowi Kernowi. Ten wzniósł kamienicę w latach 1902–1903 według własnego projektu i za własne fundusze, spodziewając się osiągnięcia zysku ze sprzedaży gotowej nieruchomości. Od 1906 roku właścicielem budynku został kupiec Albert Jahnke, w 1920 roku Maria Rasmus, a w 1926 roku K. Beczkiewicz.

## Architektura
Czterokondygnacyjny budynek z poddaszem mieszkalnym założony jest na planie zbliżonym do odwróconej litery „T”. Elewacja frontowa zwieńczona jest trójkątnym, szachulcowym szczytem oraz stożkowatymi hełmami facjat. Otwór wejściowy, podobnie jak część otworów okiennych ozdobiona jest kwietno-wolutową dekoracją sztukatorską.
Budynek prezentuje styl eklektyczny z przewagą ornamentyki secesyjnej. 

## Galeria

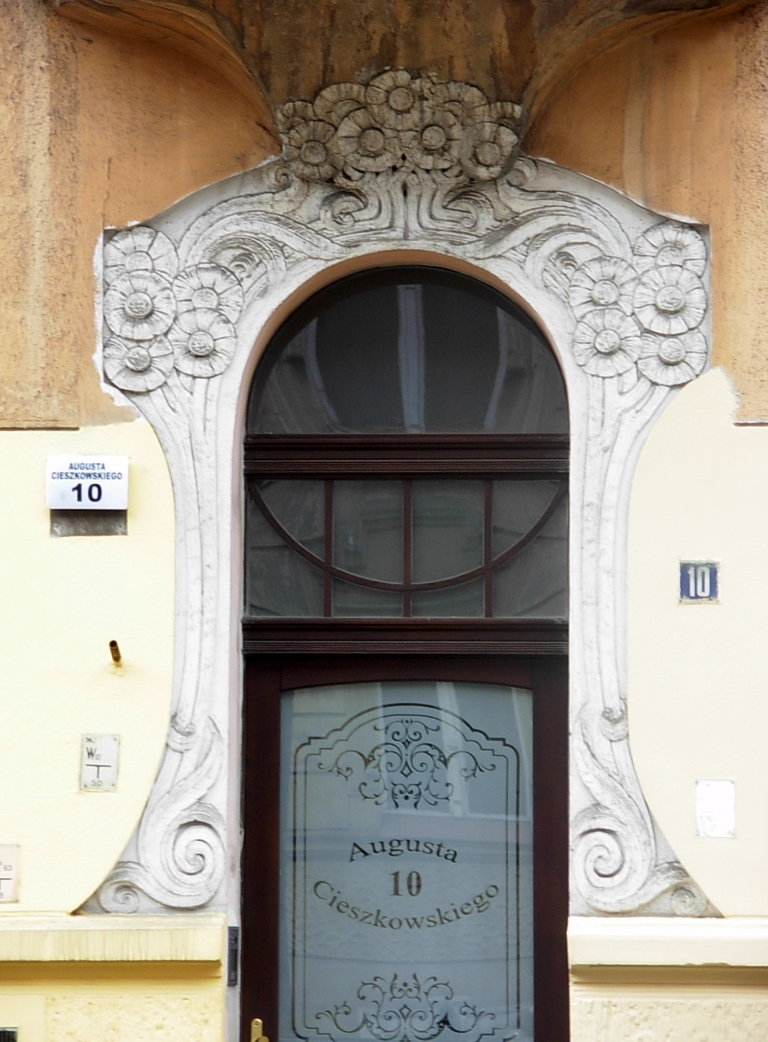
Secesyjna dekoracja przy nadświetlu
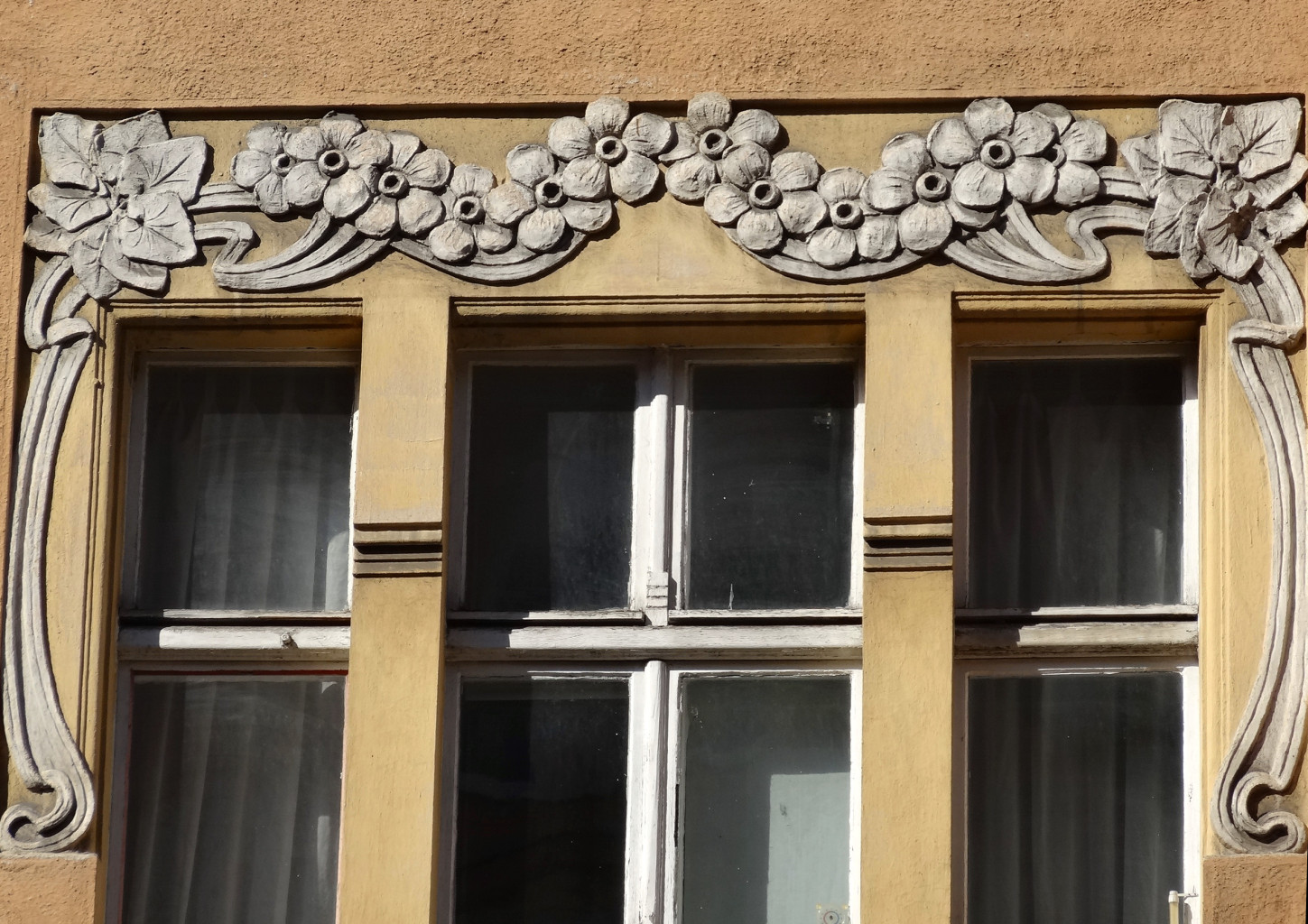
Ornament roślinny